# Gare de Pierre-Buffière
Gare de Pierre-Buffière vasútállomás Franciaországban, Pierre-Buffière településen.

## Vasútvonalak
Az állomást az alábbi vasútvonalak érintik:
- Orléans–Montauban-vasútvonal

## Kapcsolódó állomások
A vasútállomáshoz az alábbi állomások vannak a legközelebb:
- Gare de Solignac - Le Vigen (Gare des Aubrais - Orléans, Orléans–Montauban-vasútvonal)
- Gare de Magnac - Vicq (Gare de Montauban-Ville-Bourbon, Orléans–Montauban-vasútvonal)